# Pulynský rajón
Pulynský rajón (ukrajinsky Пулинський район, do roku 2016 Červonoarmijský) byl rajón v Žytomyrské oblasti na Ukrajině. Hlavním městem byly Pulyny a rajón měl přibližně 23 tisíc obyvatel. 

## Sídla v rajónu
- Kornyn
- Pulyny